# Adenomera araucaria
Espèce
Synonymes
- Leptodactylus araucaria (Kwet & Angulo, 2002)

Statut de conservation UICN

 LC  : Préoccupation mineure
Adenomera araucaria est une espèce d'amphibiens de la famille des Leptodactylidae.

## Répartition
Cette espèce est endémique du Brésil. Elle se rencontre de 300 à 1 100 m d'altitude dans le sud de la Serra Geral dans les forêts d'Araucaria angustifolia, dans les États du Rio Grande do Sul et de Santa Catarina,.

## Publication originale
- Kwet & Angulo, 2002 : A new species of Adenomera (Anura, Leptodactylidae) from the Araucaria forest of Rio Grande do Sul (Brazil), with comments on the systematic status of southern populations of the genus. Alytes, vol. 20, p. 28-43.